# Kostel svatého Václava (Prosek)
Kostel svatého Václava na Proseku je římskokatolický farní kostel v pražské čtvrti Prosek. Tato v jádru románská stavba je její nejstarší stavební památkou. Byl vybudován na rozhraní náhorní plošiny a svahu údolí Rokytky patrně ještě před vznikem dnešního osídlení[zdroj?] a v průběhu své existence prošel řadou přestaveb.

## Historie

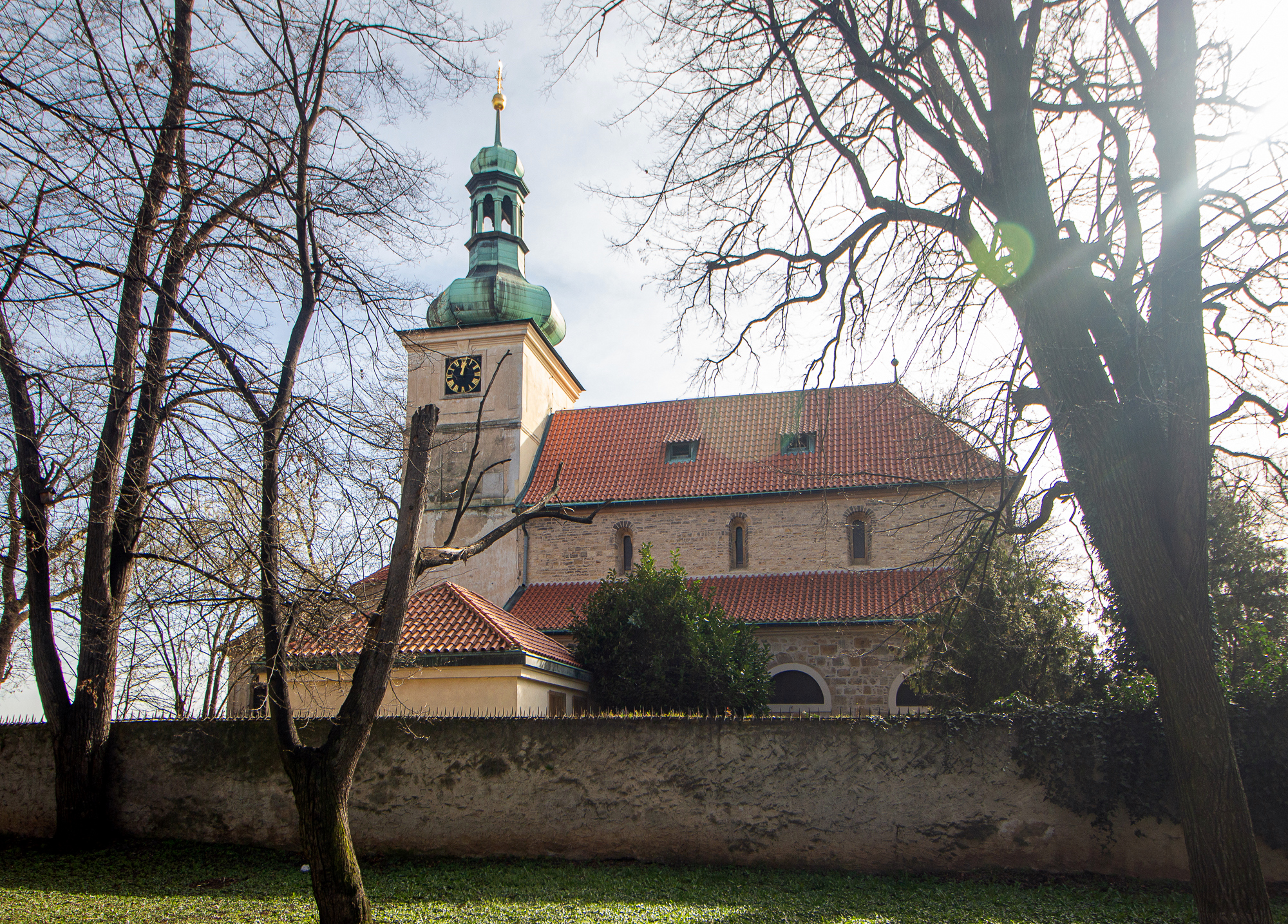
Kostel od severu

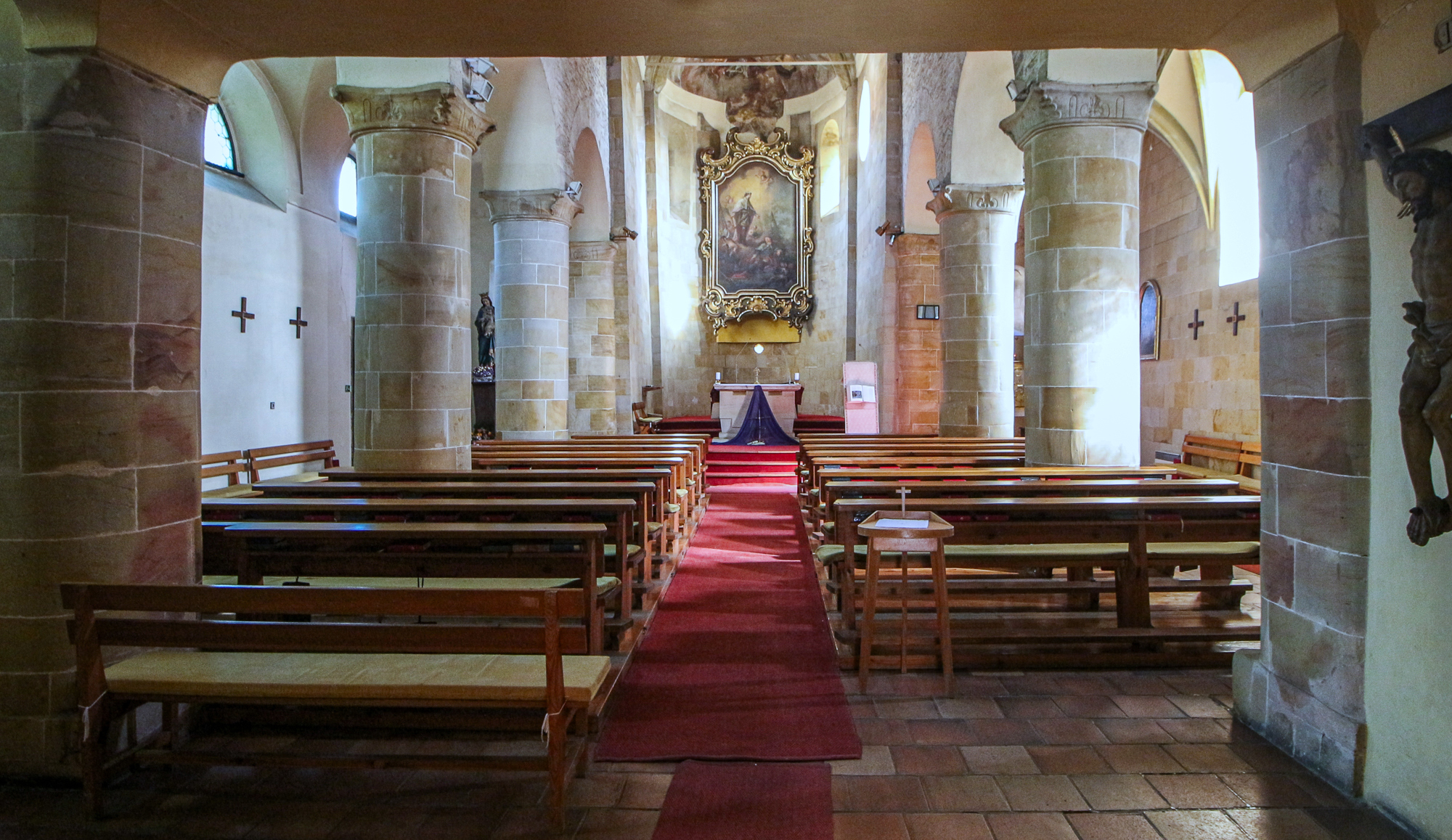
Interiér kostela

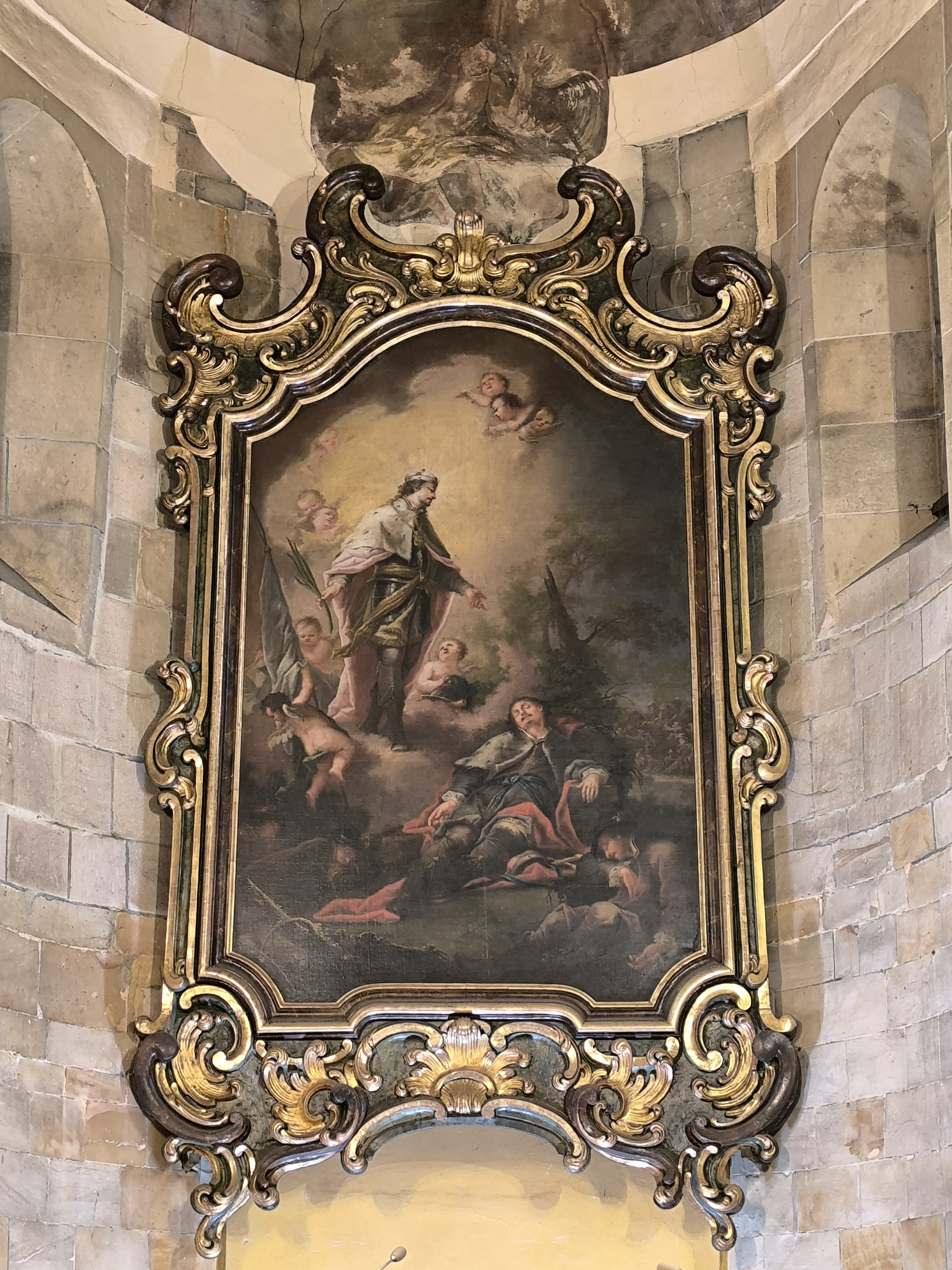
Ignác Raabː Zjevení sv. Václava

Spolehlivé historické údaje o založení kostela se nedochovaly. Nejstarší písemné zprávy, které kladou vznik kostela obklopeného vinicí k roku 1115 nebo k roku 1168, jsou falza ze 13. století. Veršovaná Dalimilova kronika uvádí k roku 1090: "Kralovic Bracislav na Prosieče stojieše a zemiu hubieše."  Spolehlivější kronikář Jarloch zmiňuje, že v roce 1179 "longe ultra Prosek persecuti sunt".
Hájkova kronika uvádí, že kostel založil kníže Boleslav II., jemuž se při návratu ze Staré Boleslavi do Prahy na tomto místě zjevil ve snu svatý Václav. Podle legendy měl být kostel založen roku 970. Na základě stavebně historických průzkumů někteří autoři vznik kostela kladou již na přelomu 11. a 12. století, podle Anežky Merhautové původní románská trojlodní bazilika vznikla kolem roku 1170 a západní portál při úpravách stavby kolem rku 1200.
Podle legendy byl kostel založen na místě, kudy projížděl pohřební průvod s ostatky zavražděného knížete Václava na jeho cestě ze Staré Boleslavi do Prahy na Pražský hrad. Na této trase, kudy za svého života putoval kníže Václav opačným směrem z Prahy do Staré Boleslavi, vznikla tradice poutní Svatováclavské cesty, kudy bylo neseno Palladium země české – měděného medailonku, který sv. Václav nosil na hrudi.
První z řady stavebních úprav kostela byla provedena už počátkem 13. století. Od roku 1311 je zde doložena farnost (plebánie), jména farářů jsou známa od roku 1356. Kolem roku 1420 byl kostel pobořen husity a poté přešel do správy utrakvistů, kteří jej v 70. letech 15. století opravili a původně románskou stavbu gotizovali. Po opětovném převzetí katolickou stranou byl kostel filiální a náležel do farnosti u kostela sv. Martina ve zdi.
Za třicetileté války byl kostel vypálen. V roce 1675 byla obnovena farnost, pod kterou nově spadal i kostel Stětí sv. Jana Křtitele v Dolních Chabrech a kostel sv. Pavla z Poříčskou bránou. Prvním farářem se stal Augustin Salát, dříve administrátor v Hostouni, který zemřel 18. května 1679 ve věku 39 let.
Zásluhu na obnově "chrámu Páně sv. Václava na Prosíku" měl pražský arcibiskup a kardinál Arnošt Vojtěch z Harrachu, který listinou z 9. května 1667 nařídil obnovu chrámů Páně včetně prosecké baziliky, neboť po utrpěných husitských bouřích a švédských vpádech hrozilo, že se kostel obrátí v ruinu.
Roku 1712 byla nad kněžištěm postavena hranolová věž, později (v 19. a 20. století) upravovaná, která nahradila dosavadní sanktusník. V rámci úprav provedených v roce 1770 byla zřízena nová sakristie za oltářem a rozšířena okna, tyto zásady však narušily stabilitu, a proto byla k zavěšení zvonů vybudována v roce 1783 na přilehlém hřbitově samostatně stojící zvonice. Další úpravy kostela byly provedeny v roce 1790.
Na jihu vypátralo každé bystré oko za obry Bezdězy svatovítskou v Praze věž ve velikosti jehly a vedle ní ještě jednu, menší a tenčí, kostelík to na Prosíku.
Karolína Světlá, Nemodlenec, vydal Čs.spisovatel, Praha 1976
Roku 1874 byly na kostelní věž instalovány hodiny. V roce 1929 byla farnost povýšena na děkanství, jímž byla až do 30. června 1994. Při přestavbě kostela v roce 1931 došlo ke snížení střech bočních lodí, obnovení zazděných románských okének v hlavní lodi a postavení nové sakristie na severní straně. V roce 1937 se uskutečnila celková oprava stavby a následujícího roku opravena krytina všech tří střech. V roku 2010 byly při východní hřbitovní zdi nainstalovány tři sochy Madon z přírodního kamene (z mramoru, pískovce a žuly) od sochařky Zuzany Čížkové, současně s tím byly provedeny parkové úpravy okolí kostela.

## Popis stavby

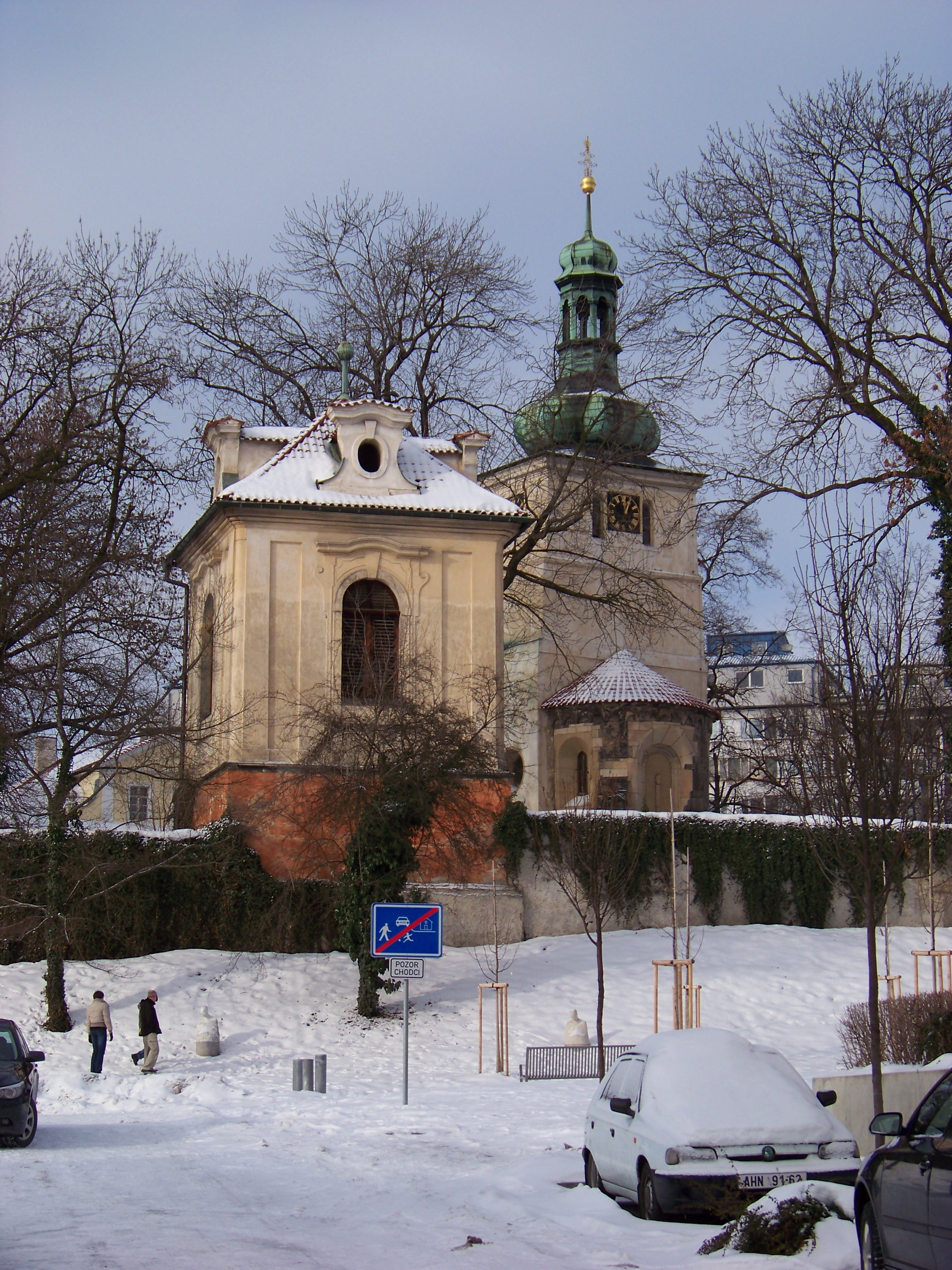
Zvonice a věž s apsidou

Románská sloupová bazilika je  vystavěna z kvádříkového opukového zdiva. Stavba je tvořena třemi loděmi, z nichž každá je na východní straně zakončena apsidou a renesanční předsíní z roku 1572. Řmsu na jižní stěně zdobí románský obloučkový vlys. Cibulovitá vížka je sklenutá v hlavní lodi žebrovitou sítí z konce 15. století. Před kostelem je předsíň z konce roku 1579, hranolová věž nad kněžištěm je z roku 1712, upravená roku 1770, z této doby je i sakristie. Na vedlejším hřbitově stojí barokní zvonice z poloviny 18. stol. Uvnitř jižní lodi jsou zbytky románských maleb, nevhodně novodobě domalované. 
- Na hlavním oltáři je obraz Zjevení sv. Václava od jezuitského malíře Ignáce Raaba z poloviny 18. stol.
- Cínová křtitelnice je datovaná nápisen do roku 1622.
- Dva malované epitafy jsou z roku 1628.

Románská bazilika je významné architektonické a historické hodnoty s fragmenty nástěnných maleb z doby kolem roku. 1200 a nachází se na místě jedné z nejvýznamnějších křižovatek prehistorických cest v severovýchodní části pražského území.

## Fara

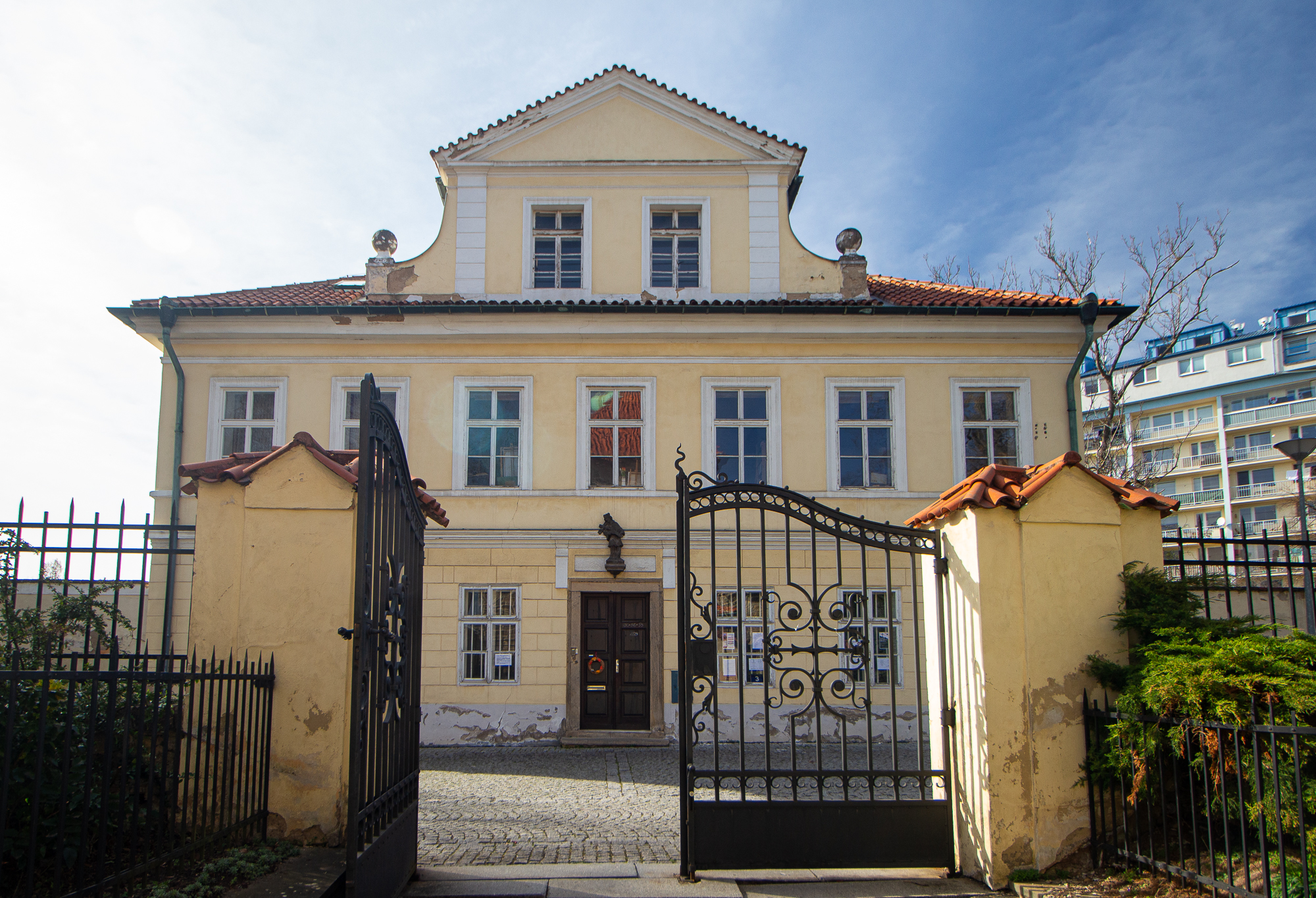
Prosecká fara

Naproti kostelu stojí barokní fara, navržená kolem roku 1715 patrně Janem Blažejem Aichlem. V místní farnosti působil také kardinál Josef Beran. Stěžejní slavností fary je Svatováclavská pouť, pořádaná od roku 1990 z podnětu městského úřadu Prahy 9. V bazilice se pořádají duchovní i jiné koncerty, každoročně v září cyklus Devětkrát s Devítkou – festival orchestrální a komorní tvorby.

## Duchovní správci
- František (kolem roku 1311)
- Prentlin neboli Hilteprand (1319 až 1336)
- Blažej (do své smrti v roce 1356)
- Bedřich (1356 až 1361)
- Václav (1361 až 1367)
- Mikuláš (od roku 1367 do své smrti v roce 1395)
- Martin (1395 až 1407)
- Jan (1407 až 1408)
- Martin (1408 až 1416)
- Jan (od roku 1416)
- Mikuláš (od roku 1419)
- Jan (kolem roku 1520)
- Jiří (kolem roku 1533)
- Duchek (kolem roku 1547)
- Matěj (kolem roku 1562)
- Havel Mělnický (do své smrti v roce 1572)
- Jan Šilhavý (od roku 1586)
- Jan Marci (do roku 1590)
- Václav Benešovský (asi v letech 1578 až 1595)
- Tomáš Soběslavský (od roku 1595)
- Šimon (kolem roku 1607)

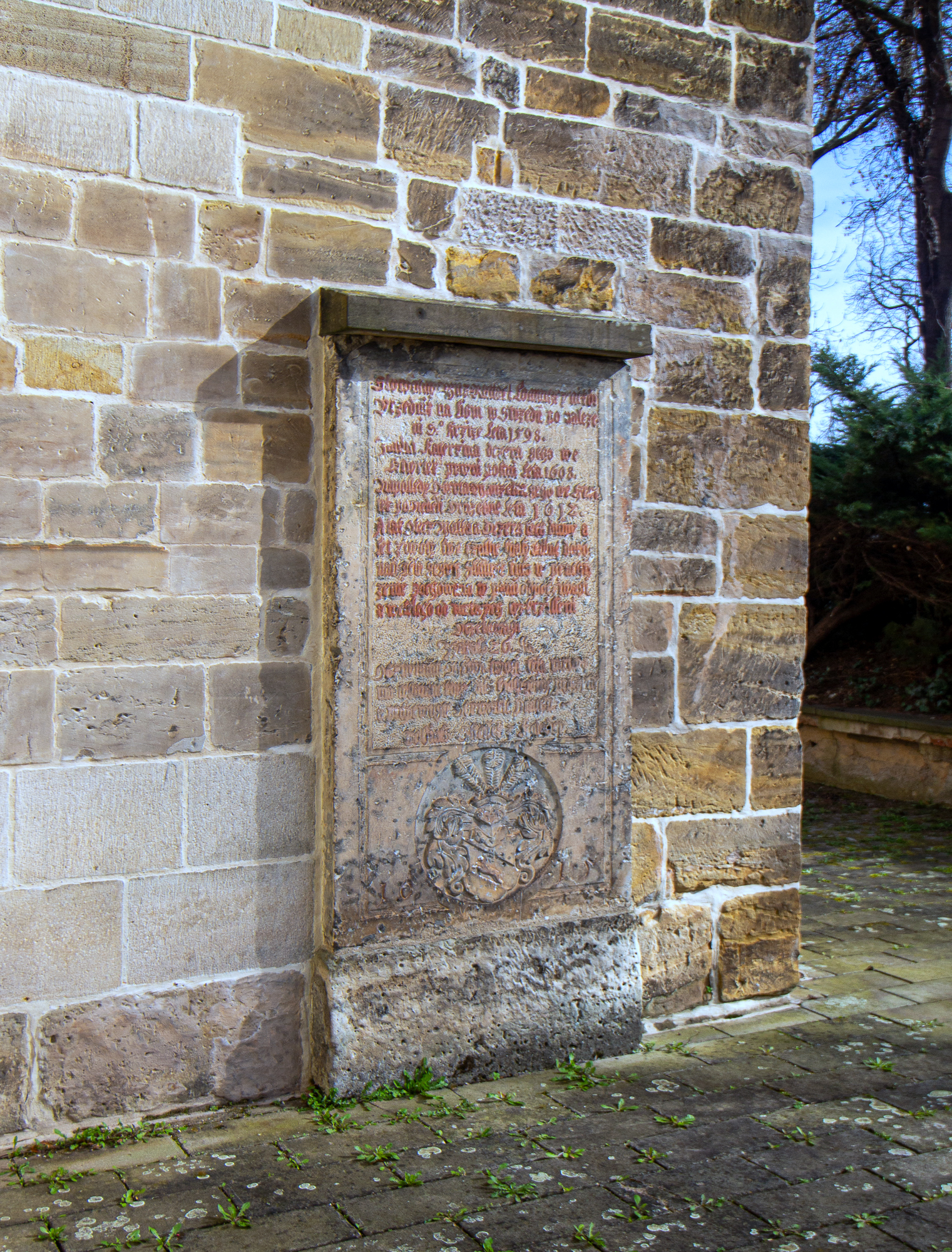
Kámen ve zdi u vstupu do kostela

- Matěj Novatius Rožmberský (kolem roku 1622)

- Augustin Salát (od roku 1675 do své smrti v roce 1679)
- Václav Viktorin Hrdlička (1684 až 1693)
- Jan Václav Hotovec (1693 až 1697)
- Jan Jindřich Paběnský (1697 až 1707)
- Jan Václav Neurautter (1707 až 1709)
- Jan Petr Dekert (1709)
- Kryštof Vojtěch Hubatius (1709 až 1715)
- Kryštof Fiedler (1715 až 1718)
- Václav Michael Drska (1718 až 1734)
- Václav František Kubarth (1735)
- Václav Brandt (1736 až 1748)
- František Karel Michalovic (1748 až 1767)
- Jan Gruntzel (od roku 1748 do své smrti v roce 1772)
- Václav Gamberger z Gamsenfelsu (od roku 1772 do své smrti v roce 1780)
- Matěj František Kroillo (1780 až 1785)

- Josef Wolf (1785 až 1808)

- Václav Brož (1808 až 1815)
- Vilém Gewinner (1815 až 1828)
- Karel Tlaskal (od roku 1828 do své smrti v roce 1843)
- Josef Kreilhuber (1844 až 1855)
- František Lüftner (do své smrti v roce 1864)
- Ferdinand Bořický (do své smrti v roce 1899)
- Matěj Samek (do své smrti v roce 1902)
- Vavřinec Hojsa
- ThDr. František Výborný (děkan kolem roku 1948; narozen 4. prosince 1900, na kněze vysvěcen 19. dubna 1924)
- Doc. ThDr. Gustav Čejka (1927 – 2010) děkan od roku 1975, též sídelní kanovník a od r. 1985 děkan Vyšehradské královské kapituly
- ThDr. Stanislav Prokop (9. 7. 1946 Praha – 25. 1. 2019 Praha) – (administrátorem od 1. února 1979)[8]
- Mgr. Jaromír Odrobiňák, administrátor farnosti (od ledna 2019 do 30. 6. 2022)
- ThLic. Petr Havlík, Ph.D. (od 1. 7. 2022 do 31. 7. 2025)
- J. M. Dr. Vojtěch Eliáš (od 1. 8. 2025)

Od 1. ledna do 31. srpna 1914 byl ve zdejší farnosti kaplanem pozdější pražský arcibiskup Josef Beran. Jako kaplani zde působili také ThLic. Miloslav Máša a ThDr. Jiří Huber.

## Hřbitov
Okolo kostela se rozkládá hřbitov, na který vedl starý vchod s dochovaným barokním portálem z roku 1770. Nový vchod z roku 1930 má kovanou železnou mříž. Epidemie neštovic v roce 1872 a cholery roku 1873 způsobily, že byl hřbitov přeplněn. Obce Libeň, Střížkov, Prosek a Vysočany, které zde pohřbívaly své zemřelé, se měly postarat o založení nového hřbitova, přesto se zde pohřbívalo dále. Na hřbitově se nachází hrob rodiny rytíře Freye z Freyenfelsů, hrob filosofa Františka Čupra a závodníka a továrního jezdce Josefa Žáka. Dále je zde pohřbena přítelkyně Karla Havlíčka Borovského česko-polská spisovatelka Honorata z Wiśniowských Zapová. Po zrušení hřbitova se začalo pohřbívat na nově zřízeném proseckém hřbitově v ulici Čakovická.